# 玄理
玄理（ひょんり、英: Hyunri、朝: 현리（ヒョンリ）、1986年12月18日 - ）は、東京都出身で韓国籍の女優である。レプロエンタテインメント所属。夫は俳優の町田啓太。

## 来歴
韓国人の両親のもとに東京都で生まれる。青山学院中等部在学中にオックスフォード大学サマースクールへ短期留学し、青山学院大学法学部在学中に韓国・延世大学校へ留学して映像演技を専攻した。
当初は映画を中心に出演した。主演に抜擢された映画『水の声を聞く』（山本政志監督）で第29回高崎映画祭最優秀新進女優賞を受賞し、作品は2015年ベルリン国際映画祭フォーラム部門に正式出品、キネマ旬報日本映画ベストテン第9位、映画芸術第6位に選ばれた。『水の声を聞く』が上映された第65回ベルリン国際映画祭で自身の生い立ちなどを率直に応答し、米映画批評雑誌『Variety』に「物語を動かす重要な役どころを魅惑的に演じきった主演女優」と評される。
2015年に所属事務所の移籍を機に、漢字表記を「玄里」から「玄理」へ変更した。2017年に韓国で百想芸術大賞と並ぶ芸能賞のソウルドラマアワード2017でアジアスター賞に選出される。2017年10月1日からJ-WAVE『ACROSS THE SKY』のナビゲーターを務める。2019年にNHK『ミストレス〜女たちの秘密〜』や朝ドラ『まんぷく』などドラマ4本と映画2作に出演し、オールタイロケで撮影された『カオサン・タンゴ』で韓国映画に初主演する。2021年に出演作『偶然と想像』が第71回ベルリン国際映画祭銀熊賞を受賞した。
2022年12月25日、俳優の町田啓太（劇団EXILE）との結婚を発表した。
2023年4月12日、芸能事務所レプロエンタテインメントとのマネジメント契約を発表した。

## 人物
日本語、英語、韓国語の3か国語のトリリンガルである。韓国舞踊や日本舞踊などを特技とする。
日本名は持っていない。日本の芸能界では珍しく韓国国籍、韓国名で活動している。両親に「堂々と生きなさい」と言われているという。
父は胆嚢癌により80代後半で亡くなった。20代の数年、父と2人暮らしだった。

## 出演

### テレビドラマ
日本
- フリーター、家を買う。（2010年10月19日 - 12月21日、フジテレビ） - 島田彰子 役
- FACE MAKER 第9話「双子の明暗」（2010年12月2日、日本テレビ） - 田端 役
- RUN60 第1話 - 第4話（2012年4月 - 5月、MBS・CBC・TOKYO MX） - キム・テミ 役
- 15"Theater「霊に好かれる男」バー編（2013年2月、フジテレビ）
- 大河ドラマ 八重の桜（2013年、NHK） - 西郷優布 役
- 東京スカーレット〜警視庁NS係 第3話「殺人アルバイト」（2014年7月29日、TBS） - 三浦万里江 役
- 相棒 Season14 第8話「最終回の奇跡」（2015年12月9日、テレビ朝日 / 東映） - 箱崎咲良 役[14][15]
- 恋の三陸 列車コンで行こう!（2016年2月27日 - 3月12日、NHK） - 花咲萌 役
- リップヴァンウィンクルの花嫁 serial edition（2016年4月 - 5月、BSスカパー!） - 似鳥真美 役
- 遺産相続弁護士 柿崎真一 第5話「幽霊屋敷」（2016年8月4日、読売テレビ） - 霧島清美 役
- ＃ハイ_ポール・タイムパトロールのOL（2016年10月14日 - 12月16日、フジテレビ） - 湿婆サチコ 役
- 放送90年 大河ファンタジー 「精霊の守り人」シーズン2（2017年1月 - 3月、NHK） - イアヌ 役
- 立花登 青春手控え2 第3話「化粧する女」（2017年4月26日、NHK BSプレミアム） - おつぎ 役
- きみはペット（2017年2月6日 - 6月19日、フジテレビ） - 嶋中瞳 役
- ウツボカズラの夢（2017年8月5日 - 9月30日、東海テレビ） ‐ 斉藤はるか 役
- ハロー張りネズミ 第6話「死者からの手紙」（2017年8月18日、TBS） - 浅田玲奈（依頼人） 役
- 世にも奇妙な物語（フジテレビ）
  - '17秋の特別編「運命探知機」（2017年10月14日） ‐ 豊田まどか 役
  - '21夏の特別編「デジャヴ」（2021年6月26日） - 進藤亜希 役
- 女子的生活（2018年1月5日 - 26日、NHK） - 仲村 役[16]
- 連続テレビ小説 まんぷく（2018年10月1日 - 2019年3月30日、NHK） - 望月綾 役
- ミストレス〜女たちの秘密〜（2019年4月19日 - 6月21日、NHK） - 原田冴子 役[17]
- 坂の途中の家（2019年4月 - 6月、WOWOW） - 山田牧子 役
- まどろみバーメイド〜屋台バーで最高の一杯を。〜（2019年7月14日 - 9月29日、テレビ大阪） - 伊吹騎帆 役[18]
- 悪魔の弁護人・御子柴礼司 〜贖罪の奏鳴曲〜（2019年12月 - 2020年1月、東海テレビ） - 桜葉あすみ 役
- スパイの妻（2020年6月6日、NHK BS8K[19]・2021年4月12日、NHK BSプレミアム[20]） - 草壁弘子 役
- 君と世界が終わる日に Season1（2021年1月17日 - 3月21日、日本テレビ） - ユン・ジアン 役[21]
- 海の見える理髪店（2022年3月31日、NHK BS8K・5月8日、NHK BSプレミアム） - 店主の最初の妻 役
- 星新一の不思議な不思議な短編ドラマ「見失った表情」（2022年5月24日、NHK BS4K・BSプレミアム）[22]
- アトムの童（2022年10月16日 - 12月11日、TBS） - 相良晶 役[23]
- 弁護士ソドム（2023年4月28日 - 6月16日、テレビ東京） - ヒロイン・若松まどか 役[24]
- 院内警察（2024年1月12日 - 3月22日、フジテレビ） - 上條萌子 役[25]
- Eye Love You（2024年1月23日 - 3月26日、TBS） - ミン・ハナ 役
- 誰かがこの町で（2024年12月8日 - 29日、WOWOW） - 望月良子 役[26]

### 映画
太字は主演作品
日本
- RUN60（2011年、監督：園田俊郎） - ゴースト・アシスタント 役
- EDEN（2012年、監督：武正晴） - ホステス 役
- インターミッション（2013年、監督：樋口尚文） - ヒョンリ 役
- 夜の途中（2013年、監督：安藤尋） - 未歩 役
- ラジオデイズ（2013年、監督：加藤行宏）
- ハヌル-sky-（2013年、監督：門馬直人）
- 終点、お化け煙突前（2013年、監督：富名哲也）
- ジャッジ!（2014年、監督：永井聡） - 原田 役
- エスケイプ・フロム・フジQ（2014年、監督：入江悠）
- イン・ザ・ヒーロー（2014年、監督：武正晴） - 坪内順子 役
- 水の声を聞く（2014年、監督：山本政志） - ミンジョン 役
- FLARE〜フレア〜（2014年、監督：大塚祐吉） - サカモトエリカ 役[27]
- 駆込み女と駆出し男（2015年、監督：原田眞人） - おせん 役
- 破れたハートを売り物に「ヤキマ・カナットによろしく」（2015年、監督：青山真治）
- 天国はまだ遠い（2016年、監督：濱口竜介） - 五月 役
- ホテルコパン（2016年、監督：門馬直人） - ユリ 役
- 後妻業の女（2016年、監督：鶴橋康夫） - 薗井由香 役
- リップヴァンウィンクルの花嫁（2016年、監督：岩井俊二） - 似鳥真美 役
- ろくでなし（2017年、監督：奥田庸介）
- こどもつかい（2017年、監督：清水崇） - 柴田絵理奈 役
- CINEMA FIGHTERS - 終着の場所（2017年、監督：常盤司郎）
- ハイヒール〜こだわりが生んだおとぎ話（2017年、監督：イ・インチョル） - イエロー 役
- パーフェクトワールド 君といる奇跡（2018年、監督：柴山健次）
- 薔薇とチューリップ（2019年、監督：野口照夫） - ミョンア 役
- 最初の晩餐（2019年、監督： 常盤司郎） - 小畑理恵 役
- スパイの妻〈劇場版〉（2020年、監督：黒沢清） - 草壁弘子 役
- 脳天パラダイス（2020年、監督：山本政志）
- 偶然と想像「魔法（よりもっと不確か）」（2021年、監督：濱口竜介） - つぐみ 役[28]
- STRANGERS（2024年、監督：池田健太）[29]

米国
- 追憶の森 The Sea of Trees（2016年、監督：ガス・ヴァン・サント） - キャビンアテンダント 役

英国
- ストリートファイター 暗殺拳 Street Fighter: Assassin's Fist（2014年、監督：Joey Ansah） - 轟鉄の姪・サヤカ 役

フランス
- Flare（2014年）
- DreamLand（2015年）

ポルトガル
- Time Zone（2015年） - 東京パート主演

韓国
- Flame in Love（2017年）
- Kaosan Tango（2020年） - 主演

### 劇場アニメ
- めくらやなぎと眠る女（2024年7月26日公開、監督：ピエール・フォルデス） - キョウコ 役[30]

### ラジオ番組
レギュラー
- ACROSS THE SKY（2017年10月1日 - 2022年12月25日、J-WAVE） - ナビゲーター

ラジオドラマ
- FMシアター「家族のコツ」（2018年2月10日、NHK-FM） - 角凶子 役[31]
- JT TIMELESS THEATER〜NeoClassica（2025年1月 - 3月予定、J-WAVE） - ナビゲーター[32]

### 舞台
- ペール・ギュント（2011年） - 緑衣の女 役
- 九頭の讃美歌。そして十字架。ときどき、晴れ。（2012年） - 明子 役
- 國富家の三姉妹（2014年） - 次女・千恵子 役
- ワーニャおじさん（2014年） - エレーナ 役
- 浪人街（2025年） - お新 役[33]

### ウェブドラマ
- 美人坂（2010年7月2日 - 8月6日配信、Ustream） - 留学生のヒョンリ 役
- タブー〜秘密の恋〜（2013年1月1日配信、BeeTV）
- 全裸監督 シーズン1 第2 - 5話・最終話（2019年8月8日全話配信、Netflix） - 池沢栄吾の秘書・新庄楓 役
- 君と世界が終わる日に Season2（2021年3月21日 - 4月25日、Hulu） - ユン・ジアン 役[34]
- 君と世界が終わる日に Season3（2022年2月25日 - 4月1日、Hulu） - ユン・ジアン 役[35]
- 殺し屋たちの店 シーズン2（配信日未定、Disney Star） - Q 役[36]
- 今際の国のアリス シーズン3（2025年9月25日配信予定、Netflix）[37]

### ミュージックビデオ
日本
- 中村舞子 feat. CLIFF EDGE 『The Answer』
- CHEMISTRY 『eternal smile』

韓国
- Lee Jung『Rebirth of Regent』
- SoulstaR『매력에취해』（Happy Ending）

### その他のテレビ番組
レギュラー
- 王様のブランチ（2009年7月18日 - 2012年3月、TBS・BS-TBS）
- 魅惑の世界クルーズ旅行（CS旅チャンネル）
- まるごと24時間岩井俊二映画祭presentsマイリトル映画祭（2015年、BS 日本映画専門チャンネル）

バラエティ
- タイムパトロールのOL（2016年10月14日ｰ2016年12月16日）

## CM
日本
- コブクロ ALL SINGLE BEST 2（2012年）
- KFC So good!（2013年 - 2015年）
- SONY 新型PlayStation 4×ペルソナ5 コラボレーションWeb動画「PS4が新価格篇」（2016年） - 樋口一葉 役
- Netflix 「山里亮太のよくある幸せな1日篇」（2016年）
- 中外製薬オンコロジー「ある看護師の1日篇」（2016年 - ）
- NTTドコモ dヒッツ「秘めた思い篇」（2016年）
- ミクシィ 家族写真共有アプリ みてね「いたずら篇」「お昼寝篇」（2017年）
- マクドナルド キャラメルメルツ・シナモンメルツ[38]（2018年）
- 都道府県民共済（2018年 - 2019年）